# Vera Anstey
Vera Powell de Anstey (1889–1976) fue una notable economista inglesa, que trabajó mayormente en la economía de India.

## Algunas publicaciones
- The Trade of the Indian Ocean. 581 pp. 1929
- The Economic Development of India. 1929; 3ª ed. en 1952. 677 pp. ISBN 0405097751 en línea
- An Introduction to Economics for Students in India and Pakistan. 224 pp. 1964
- Invitation to economics. Editor George Allen, 218 pp. 1964